# Marco Minghetti-szobor
Az 1863–1864 közötti olasz kormányfő, Marco Minghetti szobra szülővárosában, Bolognában áll.

## Története
1893-ban egy kis teret neveztek el a közgazdászról, aki számos miniszteri, valamint a kormányfői posztot is betöltötte az 1860–1870-es években. Ekkor határozták el, hogy egy szobrot is állítanak tiszteletére. A megbízást Giulio Monteverde kapta, aki II. Viktor Emánuel olasz királyt is megmintázta a városnak. Minghetti szobrát 1896. június 28-án leplezték le.

## Leírása
A 4,5 méter magas talapzat bavenói gránitból készült. A bronzszobor 3,9 méter magas, súlya 2,2 tonna. Az alak bal kezében tartja a cilinderét, ami lehetőséget adott arra, hogy Minghetti ellenlábasai azt mondják, úgy néz ki a politikus, mintha pénzt koldulna az állami költségvetés rendezésére.